# Bythiospeum klemmi
Bythiospeum klemmi е вид охлюв от семейство Hydrobiidae. Видът е застрашен от изчезване.

## Разпространение и местообитание
Разпространен е във Франция.
Обитава сладководни и полусолени басейни и реки.